# Соколово (Немский район)
Соколово — населённый пункт в Немском районе Кировской области. По данным переписи населения 2010 года в селе проживает 255 человек, из них 116 мужчин и 139 женщин. Соколово имеет несколько улиц: Новая, Центральная, Мира, Молодёжная, Школьная, Советская, Октябрьская. В селе имеется общеобразовательная неполная школа, детский сад, Дом культуры, фельдшерско-акушерский пункт, почта, четыре магазина. Ещё до недавнего времени от автовокзала г. Кирова курсировал автобусный маршрут № 261 Киров — Соколово.

## История (хроника событий)
Более 200 лет назад было организовано первое поселение. Посёлок состоял из 20 домов.
- 1792 —  село с церковью носит название Никольское, земли около  села принадлежали Коробовской (карта Вятского Наместничества 1792 года, составленная А. Вильбрехтом)
- 1859 — выстроена небольшая деревянная церковь.
- Список населённых мест Вятской губернии по сведениям 1859—1873 гг.
- №      Название, тип            Положение  Уезд и стан  Территория  От уезд. города, в.  От стан. кварт., в. Дворов Мужчин Женщин Всего жителей
- 8431 Соколовское (Соколов починок), с. каз. |при рч. Воме |Нолинский уезд Стан 1 |32 |14 |          24 |            65 |           89  |154
- 1868 — открыта Соколовская церковно-приходская школа, которая была преобразована в 1883 году в земскую. В ней в 1897—1898 учебном году обучались 98 человек: 64 мальчика и 34 девочки.
- 1874 — построена каменная церковь Владимирской Иконы Божьей Матери (исторический памятник Немского района), архитектор неизвестен.
- 1891 — Соколово (Богородицкая церковь) относилось к 1-му благочинническому округу Нолинского уезда (По административно-территориальному устройству на 1891 год: Вятская губерния, Нолинский уезд, Барановская волость, Дворковское общество)
- Промыслы, хозяйство
- Земли в среднем на 1 хозяйство: 21 десятин
- Скота в среднем на 1 хозяйство: 4 голов (в пересчёте на крупный)
- Промысел или занятие, основное для селения (по Книге Вятских родов): циновки делают; ж/дорога
- Общее число лиц в селении, занимающихся промыслом: 24
- Преобладающий местный промысел: циновки делают (14 человек)
- Население
- Количество родов — 9, Количество семей — 23, Количество жителей — 127.
- Рода
- Фамилия, число семей, промысел или занятий
- Бушмакин — 2 циновки делают; ж/дорога
- Верещагин — 1 диакон
- Кокорышкин — 1 циновки делают; ж/дорога
- Маракулин — 1 псаломщик
- Наумов — 1 циновки делают; ж/дорога
- Пономарев — 1 циновки делают; ж/дорога
- Торопов — 10  циновки делают; ж/дорога
- Троицкий — 1 священник
- Юрпалов — 5 циновки делают; ж/дорога
- 1896 — село называли "Соколовка" Нолинского района, где работала учительницей Ольга Андреевна Дьяконова, собирательница русских народных песен, родная тётя поэта Николая Алексеевича Заболоцкого и прозаика Леонида Владимировича Дьяконова.
- 24 мая 1924 года — в связи с укрупнением Соколовская волость вошла в состав Немской волости и Нолинский уезд, образован сельский совет.
- Список населённых мест Вятской губернии по переписи населения 1926 г.
- село Соколово Нолинский уезд Немская волость Соколовский сельсовет
- Расст. до ВИК   Крест. хоз-в Проч. хоз-в  Всего хоз-в Муж. Жен.   Всего     в  т.ч. удмуртов.
- 19,5 км              |23                16                  |39              |85      |93    |178          |—
- 1928 март — начало коллективизации, селе Соколово образован первый в Немском районе колхоз «Трудовик».

Список населённых пунктов Кировской области 1939 г.
| № | Тип | Название | Район | Сельсовет | с. | Соколово | Кырчанский район | Соколовский сельсовет |

Список сельских населённых мест Кировской области на 1 января 1950 г.
| № | Тип | Название | Район | Сельсовет | д. | Соколово | Кырчанский район | Соколовский сельсовет |

1958 год — в Соколовском медпункте (здание на улице Мира) принято 4625 пациентов, из них первичных — 2060, на дому — 308; беременных — 48, принято родов на дому — 7 в Соколове, 2 — в Пеструхах, 7 — отправлены в райбольницу; процедурный кабинет — 1896 процедур, патронаж — 150 — дети, 19 — беременные женщины.
Сделано профилактических прививок: оспа — 264, дифтерия — 55, брюшной тиф — 92, дизентерия — 92, туберкулёз — 56, бешенство — 15, корь — 23. Проведена санитарно-просветительная работа: лекций — 15, бесед — 65, занятий с доярками — 8, БГСО — 7, ГСО — 17, всего — 112. Охвачено 1636 слушателей. Инфекционные заболевания: выявлено в Соколовской школе 42 случая кори, занесены из Юшковского участка, ликвидирована без особых осложнений и госпитализации. Скарлатина — Соколово 9 случаев, Дымково — 1, Поломовщина — 1. Грипп — 49 случаев. Родилось — 14 чел., умерло — 4 чел. (согласно отчётному докладу за период 01.01.1958 — 26.10.1958 перед сессией Соколовского сельсовета 27 октября 1958 года фельдшера медпункта Маракулина).
1960-е гг. — были даны названия улицам, до этого улицы села названий не имели. Например, улица Мира была так названа потому, что на ней жила семья Мирона Фёдоровича Кузнецова и располагался медицинский пункт, заведующим которым тот был с 1958 года. Оригинальное звучание названия улицы: «улица Миры», которое легко изменилось на «мира», ведь на этой улице в каждом доме были дети, которые дружили, вместе ходили в школу и всегда вместе играли: Зинкины, Кузнецовы, Толматовы, Старковы, Черепановы. Они и придумали это название улицы, которое потом подхватили и взрослые. На этой улице располагались: сельский совет на втором этаже и почта с телеграфом — на первом в большом двухэтажном бревенчатом доме на углу улицы Центральной; начальная школа в огромном «поповском» доме с колоннами на углах здания и каменным подвалом, в которым размещалась школьная столовая; фельдшерско-акушерский пункт с проживающей в нём семьей фельдшеров; жилые дома.
1965 — сдана в эксплуатацию скважина и проведён водопровод в с. Соколово, начато строительство 5 двух-квартирных домов (ответственный за строительство — Виктор Степанович Старков, председатель колхоза); построен интернат; посажен и огорожен школьный сад; сдан в эксплуатацию новый мед. пункт (при въезде в село); начато строительство конторы колхоза; посажен колхозный сад; посажены яблони на школьной спортивной площадке. Не во всех хозяйствах есть уборные (туалеты), помойные ямы, помои выливаются на улицы и дороги, медленно идёт озеленение села и насаждение деревьев и кустарников около домов, нет палисадников, клумб с цветами, нет плодово-ягодных деревьев и кустарников в хозяйствах, нет склада для хранения химикатов, не достроен колхозный склад для хранения пищевых продуктов, не убран мусор около МТФ, сепараторного отделения, конторы колхоза и здания сельского совета. Всё село очень загрязнено. По решению Сессии Соколовского сельского совета от 13 апреля 1965 года обязать: оборудовать в каждом хозяйстве помойные ямы и уборные с обязательным хлорированием, очистить от загрязнений всю территорию до 15 мая 1965 года, каждому хозяйству посадить 5—10 деревьев и плодово-ягодных кустарников, у каждого хозяйства иметь палисадники и клумбы с цветами, благоустроить дороги, особенно, в селе Соколово, дер. Смолино, дер. Печище; специально созданная культурно-бытовая комиссия должна активно участвовать во всех мероприятих по оздоровлению труда и быта сельского населения (секретарь — заведующий мед. пунктом и аптекой Кузнецов Мирон Фёдорович).
1966 — начато строительство нового сепараторного отделения с цементным полом. Начато строительство мостов в дер. Поломовщина и дер. Исупиха. Построена новая школа.
1967 — сдана в эксплуатацию новая контора колхоза, построен тёплый магазин, идёт строительство магазинов, столовой, квартирного дома, поставлены капитальные столбы вокруг школьной спортивной площадки (планируется устройство сквера). Ведётся капитальный ремонт Дома культуры. Проведено озеленение клёнами, акациями, яблонями, разбиты клумбы (ответственный — директор школы Геннадий Николаевич Торопов), а также рассажены клёны и по всему селу в количестве 600 шт., разбиты клумбы около мед. пункта, конторы колхоза, некоторых хозяйств, благоустроены дороги по селу Соколово, уборные имеются почти во всех хозяйствах, колодцы есть почти у всех. Обработан колхозный сад от сорняков. В деревнях работа по озеленению ведётся плохо, не посажены в хозяйствах и плодово-ягодные деревья и кустарники, не сделаны палисадники и не разбиты клумбы. Нет ледников на МТФ. Не обустроена территория вокруг Дома культуры — не озеленена, нет клумб, изгороди. Достроить детский сад. Построить помойную яму у магазина, почистить уборные у магазина и Дома культуры. Сделать пожарный водоём в селе Соколово. Добиться вместе с исполкомом сельского совета и культурно-бытовой комиссией, чтобы во всех учреждениях и хозяйствах была идеальная сан. культура, выделить 10 премий по 2 руб. за образцовое состояние хозяйств, квартир, домов, общественных зданий, МТФ. В селе Соколово нет ледника, во избежание отравления ядами скоропортящихся продуктов запретить ввозить в магазин для продажи населению все скоропортящиеся продукты (по Решению исполкома Соколовского сельского совета от 29 июля 1967 года, секретарь — фельдшер Кузнецова С. П.).
1976 — обследования населения на педикулёз, профилактические прививки от туляремии (сохранён старый график прививок: корь, столбняк, коклюш, оспа, полиомиелит), осмотр на трахому, гельминтозы, онкологические заболевания, обязательное медицинское обследование приезжих рабочих на наличие у них заболеваний, следование правилам личной гигиены; в период эпидемии гриппа обеспечить всех, работающих с людьми, марлевыми повязками; в школе каждую перемену проветривать классы, делать влажную уборку с хлорамином. Обратить внимание на очаги дизентерии с 1975 года (из Плана работы Соколовского мед. пункта на 1976 год, Заведующий, фельдшер Кузнецов М. Ф.).
Административно-территориальное деление Кировской области на 1 июня 1978 г. — село Соколово Немского района, Соколовский сельсовет. Расстояние до райцентра — 43 км, центральная усадьба колхоза "Россия".
Административно-территориальное устройство Кировской области на 1 июня 1998 г. — село Соколово,  Немский район, Соколовский сельский округ. Расстояние до райцентра — 43 км.
Всероссийская перепись населения 2010 года — Село Соколово, Кировская область, Немский муниципальный район, Соколовское сельское поселение
Мужчин  Женщин  Всё население  Категория населения
116            139         255                             сельское

## Происхождение названия
На карте Вятского Наместничества 1792 года, составленной А. Вильбрехтом, село с церковью носит название Никольское, земли около  села принадлежали Коробовской.
В 1850-х годах по решению вятского епископа село Владимирово было переименовано в село Соколово.
В 1859 г. село носило название Соколов починок по фамилии владельца угодий Соколова. На  карте Стрельбицкого 1870—75 гг. — специальной  карте Европейской части Российской Империи военного назначения, масштаб карты — 10 вёрст в дюйме (в 1 см 4,2 км), состоящей из 178 листов и заключающей в себе не только европейские владения России, но и большую часть Пруссии и Австро-Венгрии, Балканский полуостров, части Малой Азии и Турции, основанной на более, чем на 20 тысячах астрономических и геодезических пунктах, село обозначено по фамилии "Соколов" (как и окрестные деревни: Смолин, Юшков, Дворков, Опарин, Холстинин, но сёла при этом — Архангельское, Ильинское и Васильевское). Согласно Списку населённых пунктов Вятской губернии по сведениям 1859—1873 гг. под номером  8431 значится "село казённое Соколовское (Соколов починок) при рч. Воме Нолинский уезд Стан 1 по правую сторону Глазовской торговой дороги (из Нолинска в Глазов), отделяющейся от почтового Вятского тракта у с. Кырчань".
На карте Нолинского уезда, составленной в 1887 году Вятским Губернским Земским Статистическим Бюро, обозначено "С.Соколово" с церковью.
В 1907 году на карте Вятской губернии значится как Соколовское. В 1910 году на карте Вятской губернии, изданной Дорожным Отделом Вятской Губернской Земской Управы в масштабе в Английском дюйме 10 вёрст, село обозначено как Соколовское.
Литература:
- Шумилов Е. Н. Село Соколово Немского района и его церковь // Обретение святых – 2023: сборник материалов XV Межрегиональной церковно-научной конференции. г. Киров [Вятка], 14 октября 2023 г. Киров: «Лобань», 2024. С. 131 – 136.